# Campylaspis costata
Campylaspis costata är en kräftdjursart som först beskrevs av Sars 1865.  Campylaspis costata ingår i släktet Campylaspis och familjen Nannastacidae. Arten är reproducerande i Sverige. Inga underarter finns listade i Catalogue of Life.

## Bildgalleri

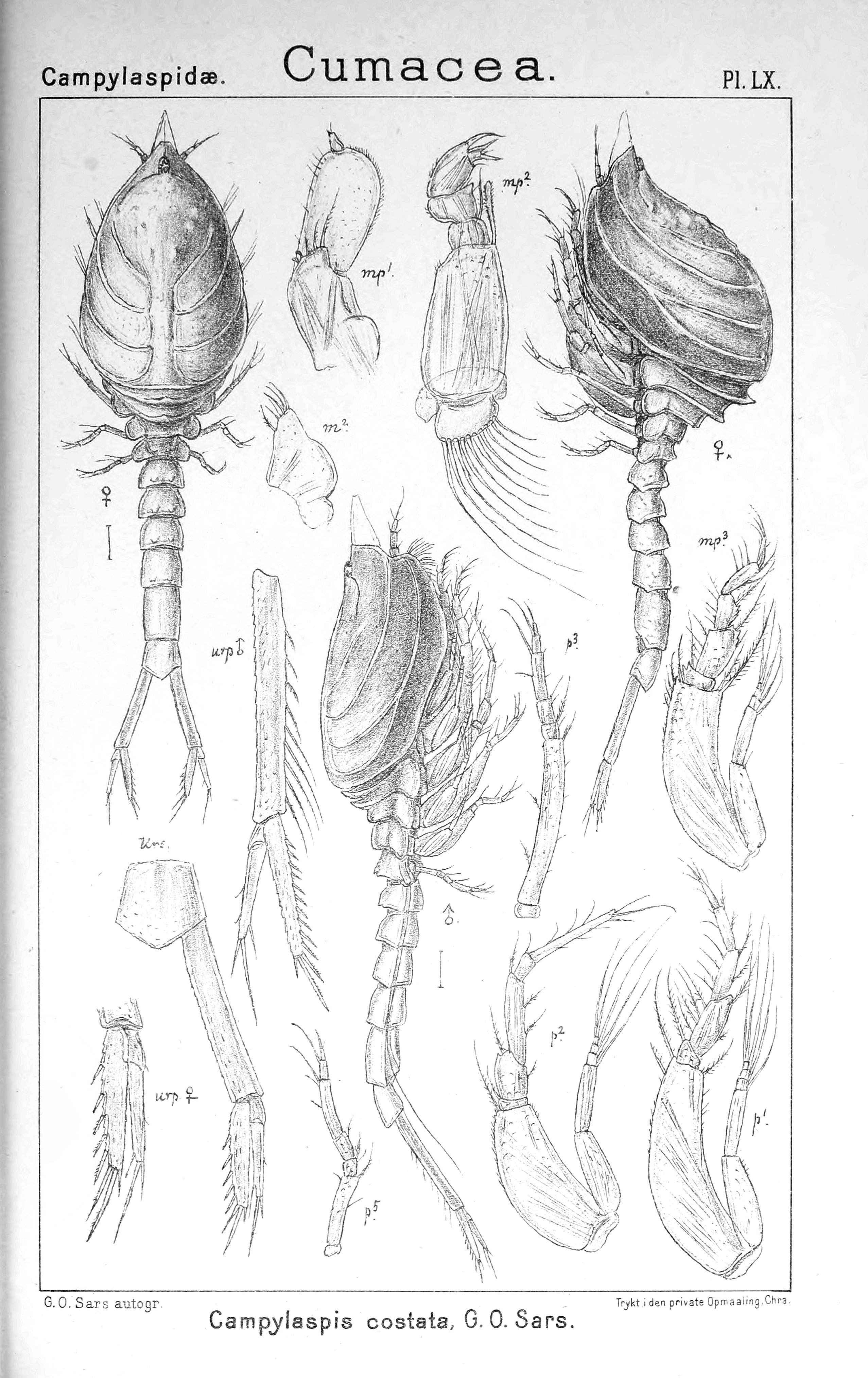